# Gilmar Mendes
Gilmar Ferreira Mendes est un juge brésilien né le 30 décembre 1955 à Diamantino. Il est nommé juge au Tribunal suprême fédéral en 2002, dont il est président du 23 avril 2008 au 23 avril 2010. Il a été désigné par le président de la République Fernando Henrique Cardoso, au gouvernement duquel il avait exercé les fonctions d’avocat général de l’Union à partir de janvier 2000.
Avant sa nomination au Tribunal fédéral suprême, il a été directeur du Conseil national de Justice du Brésil et aussi professeur de droit constitutionnel à l'université de Brasilia.

## Biographie
Gilmar Mendes obtient un diplôme en droit de l'université de Brasilia, puis un master de l'université de Münster. Il soutient ensuite une thèse en droit à l'université de Münster intitulée : « Le contrôle de constitutionnalité abstrait devant le Bundesverfassungsgericht et le Tribunal suprême fédéral brésilien »,.